# Chisu

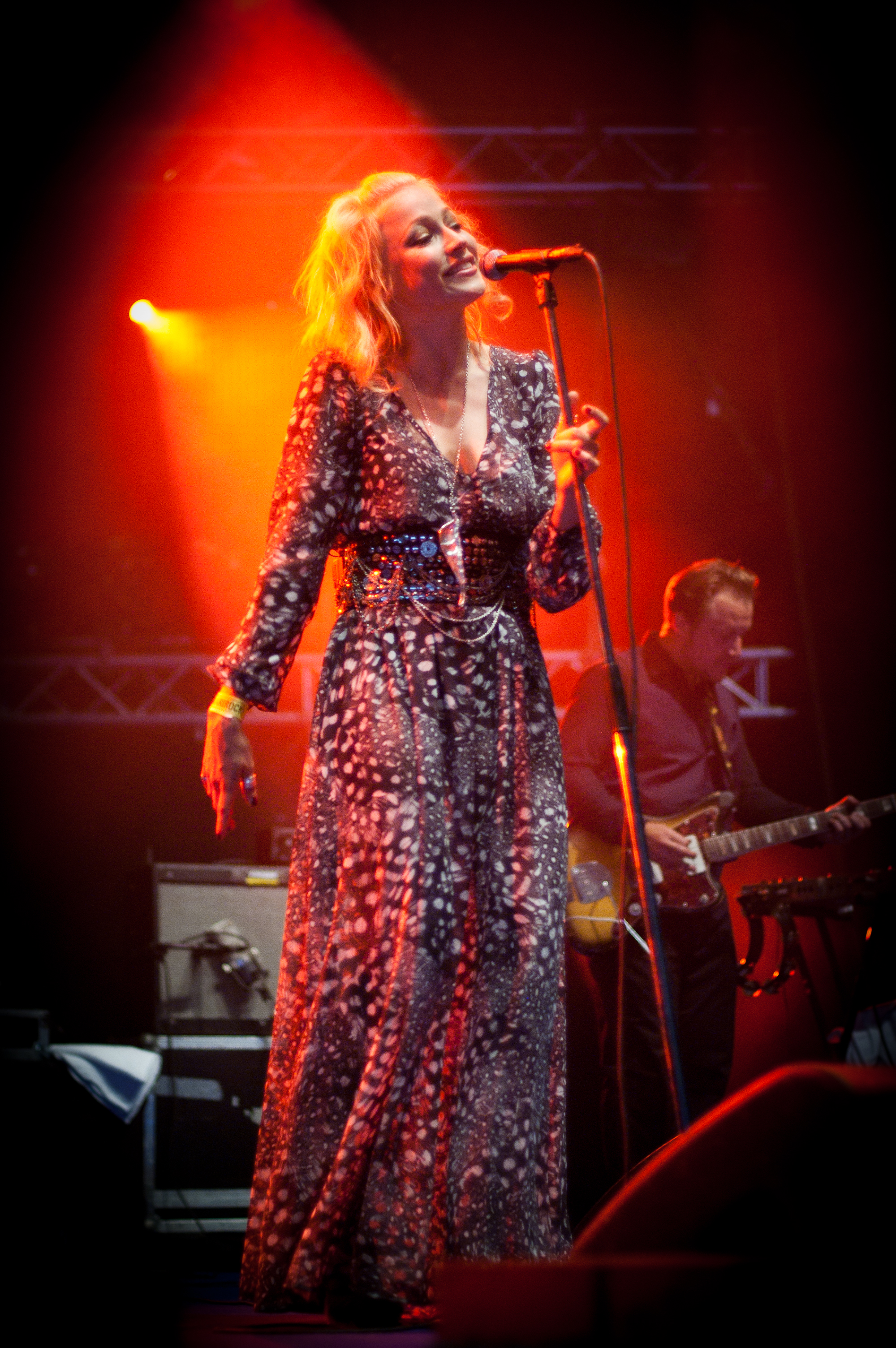
Chisu, Ilosaarirock 2010

Christel Martina „Chisu“ Roosberg (ausgesprochen „kisu“; * 3. Januar 1982 in Helsinki als Christel Martina Sundberg) ist eine finnische Musikerin und Songwriterin. Hauptsächlich als Sängerin bekannt, schreibt sie auch Lieder (sowohl Musik als auch Texte) für andere finnische Sänger, wie Cristal Snow, Antti Tuisku, Tarja Turunen, Laura Närhi, Jippu, Kristiina Brask, Vesa-Matti Loiri oder Kristiina Wheeler.

## Leben und Karriere
Sundberg wurde in Helsinki geboren, die Familie stammt aber aus Ånge in Schweden und ist kurz vor ihrer Geburt von dort nach Helsinki gezogen. Ihr Vater ist Finnlandschwede und ihre Mutter hat Finnisch als Muttersprache. Sie wuchs allerdings finnischsprachig auf und lernte schwedisch nur in der Schule. Die Kindheit verbrachte sie in Helsinki und Mikkeli.
Als Erwachsene arbeitete Sundberg zunächst im Bekleidungseinzelhandel, interessierte sich aber mehr und mehr für Musik und schrieb sich dann auf einer englischen Gesangschule ein. Ihr erstes öffentlich aufgeführtes Musikstück war eine Backgroundmusik für die Geisterbahn im Vergnügungspark Särkänniemi in Tampere.
Ihr erstes Solosingle war Mun koti ei oo täällä (fin. Mein Zuhause ist nicht hier), das Titellied zum Film Sooloilua (fin. Soloschönheiten) von 2007, welches dann Anfang 2008 die Charts stürmte. Bereits 2005 schrieb Sundberg das Lied Pidä musta kii (fin. Halte mich fest) für den Film Tyttö sinä olet tähti (dt. Titel Das Mädchen und der Rapper), welches von Pamela Tola gesungen wurde.
Chisus erstes Album Alkovi erschien am 27. Februar 2008. Insgesamt veröffentlichte sie vier Alben (s. Diskografie), davon das dritte Kun valaistun in zwei Versionen (die spätere mit drei zusätzlichen Liedern und in weiteren Formaten). Bereits das erste erlangte Goldstatus, zwei weitere Platin.
Als Backgroundsängerin ist Chisu auf den Alben Alpha Omega von Cheek, Hitchin to Helsinki von Kristiina Wheeler sowie dem Single Wicked von Cristal Snow zu hören.

## Auszeichnungen
Im Jahre 2009 erhielt Chisu zwei Emma-Auszeichnungen: „e-Emma“ sowie den Preis für das beste Lied des Jahres Mun koti ei oo täällä. 2010 wurde ihr Lied Baden-Baden als das Lied des Jahres ausgezeichnet, das Album Vapaa ja yksin erhielt den Kritiker-Preis für das beste Album, und Chisu selbst erhielt die Auszeichnung als beste Produzentin, welche damit erstmals an eine Frau verliehen wurde. Nominiert war sie insgesamt in sieben Kategorien. 2009 gewann Chisu auch den Radio Gaala-Preis als beste einheimische Musikerin. 2016 wurde ihr Album Polaris mit dem Emma-Kritikerpreis als bestes Album ausgezeichnet.

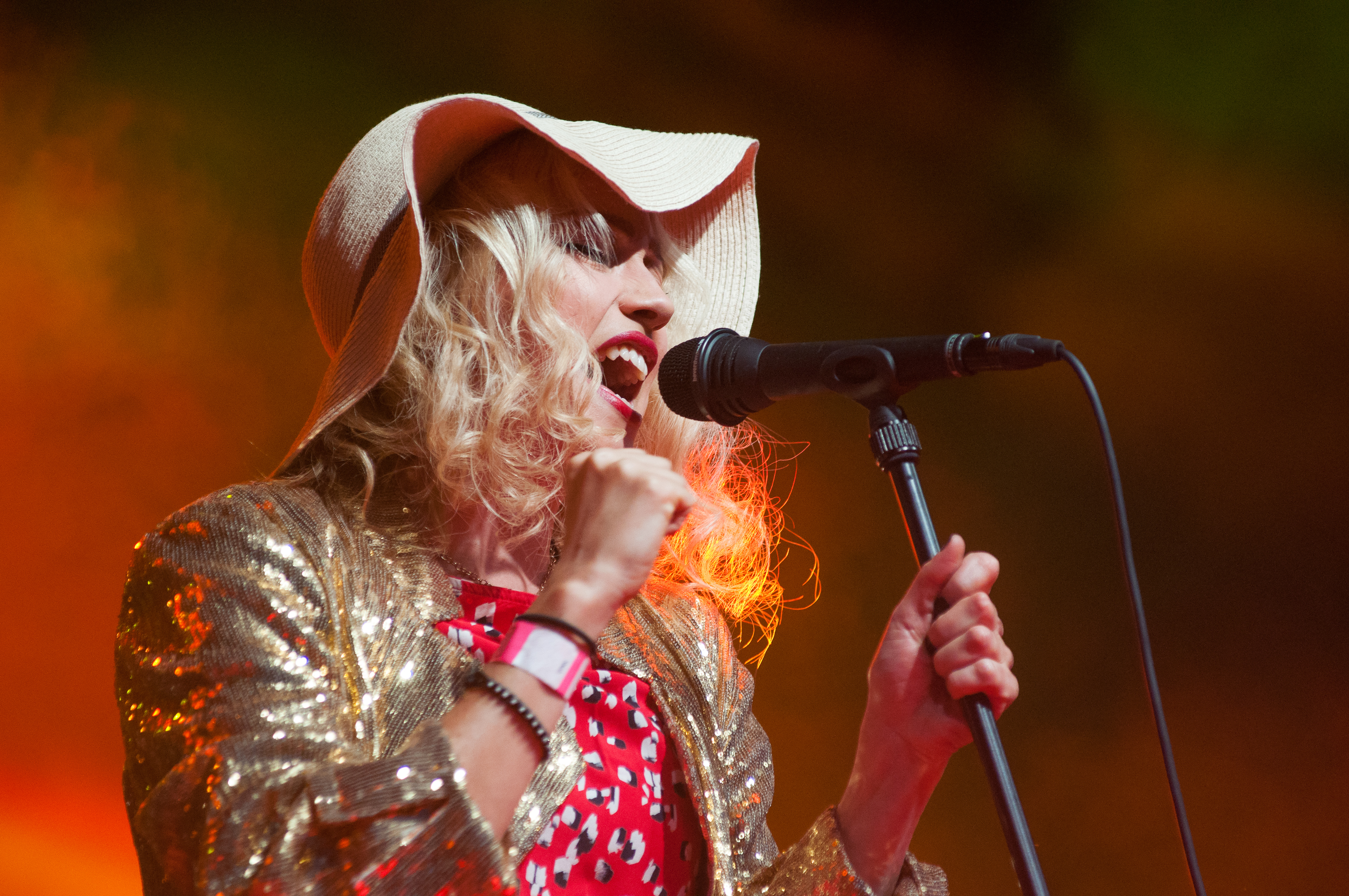
Chisu, Ilosaarirock 2012

Das Video zum Lied Baden-Baden erhielt 2010 den goldenen Muuvi-Preis der IFPI Finnland (Organisation der finnischen Plattenfirmen). Im selben Wettbewerb erhielt es auch den Publikumspreis. Bis dahin hat Chisu über 170.000 Tonträger verkauft.
Im Jahre 2011 erhielt sie den Emma-Preis als beste weibliche Solistin. Ihr Album Kun valaistun wurde als bestes Album sowie als bestes Pop-Album ausgezeichnet.

## Privates
Die Sängerin war mit dem Licht- und Szenendesigner Mikki Kunttu verheiratet, das Paar hat eine Tochter. Seit dem 28. September 2019 ist sie mit dem Produzenten Jori Sjöroos verheiratet. Beide tragen seitdem den Nachnamen Roosberg.

## Diskografie

### Alben
| Jahr | Titel             | Höchstplatzierung, Gesamtwochen, AuszeichnungChartsChartplatzierungen (Jahr, Titel, Platzierungen, Wochen, Auszeichnungen, Anmerkungen) | Anmerkungen                              |
| Jahr | Titel             | FI | Anmerkungen                              |
| ---- | ----------------- | --- | ---------------------------------------- |
| 2008 | Alkovi            | FI5 Gold · (14 Wo.)FI | Erstveröffentlichung: 25. Februar 2008   |
| 2009 | Vapaa ja yksin    | FI1 ×2Doppelplatin · (69 Wo.)FI | Erstveröffentlichung: 23. September 2009 |
| 2011 | Kun valaistun     | FI1 ×3Dreifachplatin · (34 Wo.)FI | Erstveröffentlichung: 3. Oktober 2011    |
| 2012 | Kun valaistun 2.0 | FI2 (37 Wo.)FI |                                          |
| 2015 | Polaris           | FI2 Gold · (30 Wo.)FI | Erstveröffentlichung: 2. Oktober 2015    |
| 2019 | Momentum 123      | FI22 (2 Wo.)FI | Erstveröffentlichung: 22. März 2019      |

### Singles
| Jahr | Titel Album                                                     | Höchstplatzierung, Gesamtwochen, AuszeichnungChartsChartplatzierungen (Jahr, Titel, Album, Platzierungen, Wochen, Auszeichnungen, Anmerkungen) | Anmerkungen                                                 |
| Jahr | Titel Album                                                     | FI | Anmerkungen                                                 |
| ---- | --------------------------------------------------------------- | --- | ----------------------------------------------------------- |
| 2008 | Mun koti ei oo täällä Alkovi                                    | FI1 Gold · (23 Wo.)FI |                                                             |
| 2009 | Baden-Baden Vapaa ja yksin                                      | FI3 Platin · (21 Wo.)FI |                                                             |
| 2009 | Kerrasta poikki Vapaa ja yksin                                  | FI12 (1 Wo.)FI |                                                             |
| 2009 | Sama nainen Vapaa ja yksin                                      | FI5 Gold · (19 Wo.)FI |                                                             |
| 2011 | Sabotage Kun valaistun                                          | FI1 Gold · (21 Wo.)FI |                                                             |
| 2011 | Kohtalon oma Kun valaistun                                      | FI1 Gold · (18 Wo.)FI |                                                             |
| 2012 | Tie Kun valaistun                                               | FI9 (4 Wo.)FI |                                                             |
| 2016 | Polte Vain elämää - kausi 5 ensimmäinen kattaus                 | FI2 (7 Wo.)FI | Erstveröffentlichung: 16. September 2016                    |
| 2016 | Älä herätä mua unesta Vain elämää - kausi 5 ensimmäinen kattaus | FI18 (1 Wo.)FI | Erstveröffentlichung: 30. September 2016                    |
| 2018 | Paniikki Kaikki On Hyvin                                        | FI14 (1 Wo.)FI | Erstveröffentlichung: 24. Mai 2018 Paperi T featuring Chisu |
| 2021 | Mysteeri –                                                      | FI19 (1 Wo.)FI | Erstveröffentlichung: 28. Mai 2021                          |